# Lynteria maculata
Lynteria maculata är en stekelart som först beskrevs av Cameron 1904.  Lynteria maculata ingår i släktet Lynteria och familjen brokparasitsteklar. Inga underarter finns listade i Catalogue of Life.